# Rabobank (wielerploeg)/2009
Deze pagina geeft een overzicht van de wielerploeg Rabobank in 2009.

## Algemeen
Sponsor: Rabobank
Algemeen manager: Harold Knebel
Ploegleiders: Erik Breukink, Jan Boven, Erik Dekker, Adri van Houwelingen, Frans Maassen
Fietsmerk: Giant
Materiaal en banden: Shimano, Vittoria

## Renners
| Naam                | Geboortedatum | Nationaliteit | Ploeg 2008/Contract                     |
| ------------------- | ------------- | ------------- | --------------------------------------- |
| Mauricio Ardila     | 12-05-1979    | Colombia      |                                         |
| Lars Boom           | 30-12-1985    | Nederland     | Rabobank Continental, contract t/m 2011 |
| Graeme Brown        | 08-04-1979    | Australië     | contract t/m 2010                       |
| Stef Clement        | 24-09-1982    | Nederland     | Bouygues Telecom                        |
| Marc de Maar        | 15-02-1984    | Nederland     | contract t/m 2009                       |
| Juan Antonio Flecha | 17-09-1977    | Spanje        | contract t/m 2009                       |
| Rick Flens          | 11-04-1983    | Nederland     | contract t/m 2010                       |
| Óscar Freire        | 15-02-1976    | Spanje        | contract t/m 2010                       |
| Juan Manuel Gárate  | 25-04-1976    | Spanje        | Quick-Step, contract t/m 2011           |
| Robert Gesink       | 31-05-1986    | Nederland     | contract t/m 2012                       |
| Bram de Groot       | 18-12-1974    | Nederland     | contract t/m 2009                       |
| Mathew Hayman       | 29-04-1978    | Australië     |                                         |
| Pedro Horrillo      | 27-09-1974    | Spanje        |                                         |
| Dmitri Kozontsjoek  | 05-04-1984    | Rusland       | contract t/m 2010                       |
| Sebastian Langeveld | 05-04-1984    | Nederland     | contract t/m 2012                       |
| Tom Leezer          | 26-12-1985    | Nederland     | contract t/m 2010                       |
| Paul Martens        | 26-10-1983    | Duitsland     | contract t/m 2011                       |
| Denis Mensjov       | 25-01-1978    | Rusland       | contract t/m 2010                       |
| Koos Moerenhout     | 05-11-1973    | Nederland     | contract t/m 2010                       |
| Bauke Mollema       | 26-11-1986    | Nederland     | contract t/m 2009                       |
| Grischa Niermann    | 03-11-1975    | Duitsland     | contract t/m 2010                       |
| Nick Nuyens         | 05-05-1980    | België        | Cofidis, contract t/m 2010              |
| Joost Posthuma      | 08-03-1981    | Nederland     | contract tot 2011                       |
| Kai Reus            | 11-03-1985    | Nederland     |                                         |
| Tom Stamsnijder     | 15-05-1985    | Nederland     | Team Gerolsteiner, contract t/m 2010    |
| Bram Tankink        | 03-12-1978    | Nederland     | contract t/m 2010                       |
| Maarten Tjallingii  | 05-11-1977    | Nederland     | Silence-Lotto, contract t/m 2010        |
| Laurens ten Dam     | 13-11-1980    | Nederland     | contract t/m 2011                       |
| Jos van Emden       | 18-02-1985    | Nederland     | Rabobank Continental, contract t/m 2010 |
| Pieter Weening      | 05-04-1981    | Nederland     | Contract t/m 2010                       |

## Seizoensoverzicht

### Ploegpresentatie
De Rabobank ploeg voor 2009 werd gepresenteerd op 5 januari in Ahoy, Rotterdam. Met 30 renners in het ProTeam was dit Rabo’s grootste selectie ooit. Nieuw in de ploeg waren de Nederlanders Stef Clement, Maarten Tjallingii en Tom Stamsnijder, die voor buitenlandse ploegen reden, de Belg Nick Nuyens en de Spanjaard Juan Manuel Gárate. Opvallendste nieuwkomer was wereldkampioen veldrijden Lars Boom, die uit de opleidingsploeg van Rabobank kwam, net als Kai Reus, die terugkeerde na zijn dramatische val in 2007. Nadat het aantal zeges in 2008 tegenviel en de onrealistisch hoge doelstellingen nauwelijks werden gehaald, werd de seizoensopdracht vooir 2009 wat aangepast. Algemeen directeur Harold Knebel wilde in dit jaar vooral “initiatief en aanvalslust” en een “herkenbare strategie” zien.. Zoals ieder jaar hoopte de ploeg op winst in één grote voorjaarsklassieker, en zou kopman Denis Mensjov zich op de grote rondes (Giro en Tour) richten.

### Aanvallen in het voorjaar
In de eerste maanden van het wielerjaar laat Rabobank zich vaak zien in de koers. Sprinter Graeme Brown pakte traditioneel zijn ritjes mee in eigen land, terwijl Joost Posthuma de Ruta del Sol op zijn naam bracht. De aangekondigde aanvalslust werd vooral duidelijk tijdens de Omloop Het Nieuwsblad. Een Rabo-viertal nam de koers in handen door en groupe weg te rijden. Uiteindelijk eindigde Sebastian Langeveld van hen samen met Heinrich Haussler, de Duitse revelatie van het voorseizoen, op kop. Uit angst voor Langevelds geringe kansen in een sprint tegen Haussler liet ploegleider Erik Dekker de andere Raborenners meerijden in de achtervolging, hopend op meer overwinningskansen. Het kopduo werd vlak voor de streep wel bijgehaald, maar de winst ging naar de Noor Hushovd. Langeveld viel zelfs nog vlak voor de streep, en meer dan een podiumplek voor Juan Antonio Flecha zat er deze dag niet in voor Rabobank. Ondanks deze tactische tegenvaller bleef Rabobank aanvallen. In Parijs-Nice pleegde de ploeg opnieuw een coup, en maakten ze het de concurrentie met waaiervorming erg lastig. Ditmaal zaten drie Raborenners in de kopgroep, maar wederom ging een andere ploeg met de overwinning aan de haal.. In de Ronde van Murcia was Rabobank al net zo dominant aanwezig. Menchov won het eindklassement, Brown twee etappes, en er eindigden nog twee renners in de top tien.
Toch hield deze voortvarende seizoensstart niet stand. Óscar Freire kwam in de Ronde van Californië ten val, brak twee ribben, en kon zo de grote klassiekers vergeten.. Robert Gesink kon een topklassering in de Tirreno-Adriatico vergeten door een valpartij, terwijl Bram Tankink last bleef houden van een blessure aan het zitvlak.

### Geen zeges in klassiekerseizoen
Zonder Freire begon de ploeg aan Milaan-Sanremo. Geen van de overige Raborenners kon serieus meestrijden om de zege. Ook in de Vlaamse koersen viste Rabobank telkens achter het net. Alleen Graeme Brown wist een eendagskoers te winnen, te weten Nokere Koerse. In de Ronde van Vlaanderen werd de ploeg “overvallen door rampspoed”, aldus de eigen website, refererend aan de vele valpartijen en lekke banden. In Gent-Wevelgem werden er nog wel twee toptiennotering behaald, mede door de sterk ontwikkelende Tom Leezer. Dagsucces in Parijs-Roubaix wordt niet behaald als Flecha letterlijk uit de kopgroep valt. Pech achtervolgt de ploeg ook in de Scheldeprijs Vlaanderen.
Het heuveldrieluik start hoopgevend. De teruggekeerde Freire laat zich zien in de kopgroep, terwijl Gesink de finale inleidt door een sterke demarrage. Een week eerder was hij al knap zesde geworden in de Ronde van Baskenland. Hij eindigt voor het eerst in zijn carrière op het podium van een klassieker, maar blijkt een peesblessure te hebben opgelopen. Daardoor moest hij de Waalse Pijl, de koers die hem het beste lijkt te liggen, missen. De ploeg rijdt anoniem en kleurloos rond in deze Waalse koers. “Een wedstrijd om snel te vergeten”, aldus Erik Breukink. In Luik-Bastenaken-Luik doet Gesink weer mee, maar weet al snel dat hij “geen superbenen” heeft, waardoor hij tot een kansloze aanval overging.
Ook in laatste traditionele klassieker van het voorjaar, de tot Eschborn-Frankfurt omgedoopte Duitse koers die voorheen bekendstond als Rund um den Henninger Türm, weet Rabobank niet te winnen, maar is er wel één heuglijk feit: Lars Boom maakt zijn debuutin het ProTeam van de bankploeg.

### Mooie meimaand
De maand mei begint rooskleuriger dan april. Óscar Freire bewijst weer helemaal terug te zijn door in de Ronde van Romandië twee etappes te winnen. Laurens ten Dam zit in de koninginnenrit in de kopgroep en sprokkelt voldoende punten bijeen om de bergtrui te veroveren. De vorm van de Rabomannen blijkt groeiende, en dat betaalt zich in de eerste week van de Giro al uit: Denis Mensjov wint de 5e etappe, een bergrit naar Alpe di Siusi, en schenkt Rabobank daarmee het eerste dagsucces in de 13-jarige historie van de ploeg. Bovendien ontpopt Ten Dam zich als meesterknecht voor de Rus, die langzaam klimt in het klassement. In de monstertijdrit naar Riomaggiore, met daarin liefst twee zware beklimmingen, rijdt Menchov de concurrentie op minuten en pakt hij het roze. Zijn ploeggenoten laten vervolgens zien een sterk collectief te kunnen vormen, en verdedigen op knappe wijze acht dagen lang de leiderstrui. Menchov weerstaat alle aanvallen van met name Danilo Di Luca en verdedigt in de slottijdrit in Rome een voorsprong van iets minder dan een minuut. Een kilometer voor de finish komt Menchov op het gladde wegdek ten val, maar zijn voorsprong is voldoende om zijn mooiste succes ooit te behalen.
Tegelijk met de Giro rijdt een andere Rabo-selectie de Ronde van België. Ondanks het vlakke parcours in de eerste etappes laat kopman Lars Boom zich van zijn meest aanvallende kant zien: de ene demarrage na de andere en meesprinten om elke bonificatieseconde. Boom rijdt in de Waalse etappe op indrukwekkende wijze een groot gat naar een kopgroep dicht, behaalt de leiderstrui en verdedigt deze in de slottijdrit met gemak: op dezelfde als Denis Menchov de Giro wint, pakt Boom zijn grootste internationale zege op de weg, na slechts 8 koersdagen op ProTeam niveau.

### Deceptie in de Tour
Na het grote succes in de Giro wordt Denis Menchov tot de favorieten voor de Tour-zege gerekend. De Rabobank-ploeg komt met een sterke selectie aan de start, die in juni vorm krijgt. Robert Gesink bewijst zijn vorm met een sterk optreden in de Dauphiné Libéré, waar hij net als in 2008 vierde wordt. Stef Clement wint de laatste etappe en behoort tot de betere tijdrijders. Ook Koos Moerenhout is in 2009 op dreef in de tijdritten – eerst in België en later in de Dauphiné. Met oog op de ploegentijdrit lijkt dit een goed teken voor Rabobank. Het blijkt een luxeprobleem: Moerenhout valt uiteindelijk buiten de boot, terwijl hij nota bene Nederlands kampioen werd.
Daags voor de Tour komt er een vervelend bericht. Oud-renner Thomas Dekker wordt betrapt op het gebruik van doping in zijn Rabo-tijd, eind 2007. Ook duiken er weer geruchten over betrokkenheid van Rabobank-renners bij een Oostenrijks dopinglaboratorium op. De directie van de ploeg probeert de aandacht te verschuiven naar de koers, maar de eerste etappe in Monaco verloopt niet ideaal. In de breedte vallen de prestaties van de ploeg tegen: vooral tijdritspecialisten Menchov, Clement en Posthuma rijden ondermaats. In de derde etappe missen alle Rabo’s de slag tijdens een waaieretappe, wat herinneringen oproept aan identieke situaties in vorige grote rondes waarbij Menchov tijd verloor. Voorafgaand aan de ploegentijdrit in Montpellier valt Clement, en tot overmaat van ramp valt Menchov in de tijdrit zelf, al in de tweede bocht. Bovendien had Freire nog geen punt gehaald voor het puntenklassement, terwijl topfavoriet Mark Cavendish al twee etappes won. De eerste Tourweek bereikte een voorlopig dieptepunt in de vijfde etappe, waar Robert Gesink ten val komt. Hij brak zijn pols en moet de Tour verlaten. Ook Laurens ten Dam kwam ten val, op de Tourmalet, waar hij nog dagen last van had. Zijn klassementsambities waren al verdwenen door eerder opgelopen achterstand, door zijn fysieke ongemakken eindigde hij in de Elzas op meer dan 23 minuten in de grote bus. In diezelfde rit werd tot ieders verbijstering Óscar Freire vanuit het publiek beschoten met een luchtbuks, waar hij overigens geen grote verwondingen aan overhield. Als in de 19e etappe, mogelijk de laatste kans op een etappezege in een toch al mislukte Tour, een grote groep met sterke renners wegrijdt zónder Raborenner, moet de ploeg vol in de achtervolging. Zonder hulp van andere geïnteresseerde ploegen rijdt een vijftal van Rabobank een grote voorsprong op een enorme kopgroep dicht, hetgeen hen zowaar wat complimenten oplevert. Het leidt uiteindelijk weer niet tot een etappezege, en de kritiek op het rijden van de ploeg neemt toe. Op dezelfde dag wordt ook de bus van de ploeg nog eens bekogeld met stenen. De Tour lijkt dramatisch te gaan eindigen voor de bankiersformatie. In de 20e etappe naar de Mont Ventoux, op papier de mooiste van deze Ronde, krijgt een grote kopgroep met deze keer wél twee renners van Rabobank (Joost Posthuma en Juan Manuel Gárate) een riante voorsprong die pas laat wordt teruggebracht. Aan de voet van de klim rijdt Gárate weg met Tony Martin en Christophe Riblon, en verdedigen ze een voorsprong van ruim 3 minuten. Aangezien de klassementsrenners al vroeg aan hun aanvallen beginnen, lijkt de vlucht gedoemd te mislukken, maar de vele tempowisselingen bij de favorieten breken hun tempo, terwijl Gárate en Martin het zonder Riblon met een vlak tempo lang uit kunnen houden. Een kilometer voor de top is de voorsprong minder dan een minuut, maar groot genoeg om voor de zege te kunnen gaan. Een eerste demarrage van Gárate mislukt nog, maar eenmaal teruggehaald door Martin weet hij in de laatste bocht toch een definitieve voorsprong te nemen. De Bask bezorgt Rabobank daarmee alsnog een fraaie overwinning.

### Nazomersuccesjes
Terwijl de Tourselectie zich door Frankrijk ploeterde, presteerden andere Raborenners zeer behoorlijk in kleinere rondes. In de Ronde van Oostenrijk werden twee etappezeges behaald, en eindigden twee renners hoog in het klassement. In de Sachsen Tour, bestaand uit vijf vlakke ritten, won Sebastian Langeveld twee keer en behaalden vier andere renners genoeg bonificatieseconden om ook in de top tien van het klassement te staan. Pieter Weening greep net naast het podium van de Ronde van Polen, en in de daaropvolgende ProTour-koers, de Eneco Tour, deden vrijwel alle Rabo-deelnemers mee om een goed eindklassement. Langeveld bleek uiteindelijk de beste van de Oranjebrigade, met een derde plaats in het eindklassement. Hij wist zijn sterke vorm van deze nazomer vol te houden in september, met winst van de eendagsklassieker GP Jef Scherens in België. Graeme Brown behaalde ook een zege op Belgische bodem, de Omloop van het Houtland-Lichtervelde. Kai Reus boekte zijn eerste profzege door een etappe in de Tour of Britain op zijn naam te schrijven, waar hij tevens enkele dagen de leiderstrui aan overhield.
De Rabo-ploeg kwam vooral sterk voor de dag tijdens de Ronde van Spanje. Aanvallend rijden in de eerste etappes door Nederland leverden zowel Tom Leezer als Lars Boom de bergtrui op. Robert Gesink liet zich vervolgens zien in de bergetappes, waar hij van alle klassementsrenners de meeste tijdwinst pakte, en zo de leidende positie van Alejandro Valverde benaderde. Het hoogtepunt voor de ploeg kwam in de 15e etappe naar Cordóba, toen de wederom zeer actieve Lars Boom deel uitmaakte van een kopgroep die meer dan twintig minuten voor het peloton uit reed, en vervolgens zijn medevluchters het nakijken gaf tijdens de slotklim. Boom kwam solo over de finish en werd zo de eerste Nederlander in 4 jaar die een etappe in een Grote Ronde won. Aan het goede gevoel kwam een abrupt einde toen Gesink in de 17e etappe zwaar ten val kwam. Hij kon de ronde wel uitrijden, maar door een grote vleeswond aan zijn knie moest hij in de laatste bergetappe zijn concurrenten laten gaan. Gesink verloor enkele minuten en duikelde terug naar plaats zes.
Het grootste najaarsucces kwam in oktober op naam van Gesink, toen hij de Giro dell Emilia wist te winnen op de Monte della Guardia nabij Bologna. Met een zesde plaats in de Ronde van Lombardije verzekerde hij zich vervolgens van een plek in de top 10 van de eerste UCI World Ranking.

## Deelname en prestaties
Voor de selectie en prestaties van het Continental Team, zie Rabobank Continental Team/2009.

### ProTour team
| Tour Down Under Winnaar 3e etappe: Graeme Brown Jayco Bay Cycling Classic Winnaar 2e etappe: Graeme Brown Winnaar: Graeme Brown Ronde van Qatar Ruta del Sol Winnaar: Joost Posthuma Ronde van Californië Winnaar Jongerenklassement: Robert Gesink 8e: Robert Gesink Omloop het Nieuwsblad 3e: Juan Antonio Flecha Kuurne-Brussel-Kuurne 5e: Tom Leezer Ronde van Murcia Winnaar 1e etappe: Graeme Brown Winnaar 5e etappe: Graeme Brown Winnaar Eindklassement: Denis Mensjov 3e: Pieter Weening 8e: Laurens ten Dam Parijs-Nice Tirreno-Adriatico 11e: Robert Gesink Milaan-San Remo Nokere Koerse Winnaar: Graeme Brown Dwars door Vlaanderen 8e: Mathew Hayman E3 Prijs Harelbeke 7e: Nick Nuyens Ronde van Castilië en León Winst Ploegenklassement 4e: Stef Clement 5e: Denis Mensjov Brabantse Pijl 17e: Paul Martens Driedaagse van De Panne-Koksijde 2e: Joost Posthuma 3e: Tom Leezer Ronde van Vlaanderen 15e: Nick Nuyens Hel van het Mergelland 4e: Koos Moerenhout 7e: Tom Stamsnijder 9e: Dmitri Kozontsjoek | Ronde van het Baskenland 7e: Robert Gesink Gent-Wevelgem 4e: Mathew Hayman 8e: Tom Leezer Parijs-Roubaix 6e: Juan Antonio Flecha Scheldeprijs Amstel Gold Race 3e: Robert Gesink 8e: Nick Nuyens Waalse Pijl Luik-Bastenaken-Luik 14: Óscar Freire Ronde van Romandië Winnaar 2e etappe: Óscar Freire Winnaar 5e etappe: Óscar Freire Winnaar bergklassement: Laurens ten Dam Eschborn-Frankfurt 5e: Paul Martens Ronde van Italië Winnaar 5e etappe: Denis Mensjov Winnaar 12e etappe (tijdrit): Denis Mensjov Winst Eindklassement: Denis Mensjov Batavus Pro Race 5e: Graeme Brown Dutch Food Valley Classic 2e: Graeme Brown Tour de Rijke 4e: Tom Leezer Ronde van Catalonië Ronde van België Winst Eindklassement: Lars Boom Winst Jongerenklassement: Lars Boom 2e: Koos Moerenhout Critérium du Dauphiné Winnaar 8e etappe: Stef Clement 4e: Robert Gesink Ronde van Zwitserland Ster Elektrotoer 6e: Sebastian Langeveld Nederlands Kampioenschap Winnaar: Koos Moerenhout 6e: Sebastian Langeveld 7e: Maarten Tjallingii | Ronde van Frankrijk Winnaar 20e etappe: Juan Manuel Gárate Ronde van Oostenrijk Winnaar 3e etappe: Pieter Weening Winnaar 7e etappe (tijdrit): Koos Moerenhout 6e: Pieter Weening Sachsen Tour Winnaar 2e etappe: Sebastian Langeveld Winnaar 4e etappe: Sebastiaan Langeveld Winst Ploegenklassement 2e: Sebastian Langeveld 5e: Maarten Tjallingii 7e: Lars Boom 8e: Paul Martens 10e: Jos van Emden Clásica San Sebastián 12e: Sebastian Langeveld Ronde van Polen 4e: Pieter Weening Tour de Limousin 8e: Koos Moerenhout Vattenfall Cyclassics 12e: Sebastian Langeveld Eneco Tour 3e: Sebastian Langeveld 6e: Juan Antonio Flecha 8e: Maarten Tjallingii GP Plouay 3e: Paul Martens Nederlands Kampioenschap Tijdrijden Winnaar: Stef Clement 2e: Koos Moerenhout 3e: Rick Flens 4e: Joost Posthuma 5e: Maarten Tjallingii 6e: Tom Stamsnijder 7e: Jos van Emden 9e: Kai Reus GP Jef Scherens Winnaar: Sebastian Langeveld Ronde van Spanje Winnaar 15e etappe: Lars Boom 6e: Robert Gesink Ronde van Groot-Brittannië Winnaar 2e etappe: Kai Reus Winst Ploegenklassement GP van Wallonië Winnaar Nick Nuyens Ronde van Emilia Winnaar Robert Gesink |